# Marktkirche Quedlinburg
Marktkirche Quedlinburg este o arie protejată (arie specială de conservare — SAC, sit de importanță comunitară — SCI) din Germania întinsă pe o suprafață de 0,01 ha, integral pe uscat.

## Localizare
Centrul sitului Marktkirche Quedlinburg este situat la coordonatele 51°47′25″N 11°08′31″E / 51.7903°N 11.1419°E.

## Înființare
Situl Marktkirche Quedlinburg a fost declarat sit de importanță comunitară în martie 2004 pentru a proteja 1 specie de animale. Situl a fost protejat și ca arie specială de conservare în iunie 2013.

## Biodiversitate
Situată în ecoregiunea atlantică, aria protejată nu include niciun habitat protejat.
La baza desemnării sitului se află o specie protejată de  mamifere: liliac comun (Myotis myotis)